# Eisik Meir Dick

Eisik Meir Dick

Eisik Meir Dick (auch: Eisik Meier Dick, Isaak Meir Dick, Ayzik-Meyer Dik, Isaak Mayer Dick, Isaac Mayer Dick etc., Akronym: אמ"ד; auch Israel Meir Dick kommt vor; geb. 1807 in Wilna, Russisches Kaiserreich; gest. 24. Januar 1893 ebenda) war ein populärer, produktiver hebräischer und jiddischer Schriftsteller und Übersetzer, war Pionier der Haskala und der weltlichen jiddischen Literatur, Verfasser von Märchen, Romanen, Volksgeschichten, Liedern, sentimentalen Erzählungen und Witzen, schrieb aber auch eine Unzahl pädagogischer, volkserzieherischer Texte über Bildungsfragen, Familienleben, über den Unsinn des Aberglaubens, über Sprachen usw., schrieb Biographien berühmter Männer und übersetzte aus verschiedenen europäischen Sprachen ins Jiddische.

## Leben
Israel Meir Dick war der Sohn eines Kantors, erhielt eine religiöse Erziehung, wurde früh verheiratet und lebte dann bei seinen Schwiegereltern in Neswitz (Gouvernement Minsk), wo er bei einem katholischen Priester die deutsche Sprache erlernte und sich mit der deutschen Literatur vertraut machte.
Später übersiedelte er nach Wilna, trieb weitere Studien, befreundete sich mit einigen hervorragenden hebräischen Schriftstellern aus dem Umkreis der Haskala-Bewegung, der er sich aktiv anschloss (kritisierte –  aber immer auf mild gestimmte, gemütliche Weise, was sicher zu seinem großen Erfolg beitrug –  Erziehungsfehler, frühe Heiraten, Passivität und Nichtstun, Scheinheiligkeit und Sittenverfall), und wurde selbst (1841) Hebräisch-Lehrer an der ersten von Zar Nikolaus I. gegründeten Schule und engagierte sich auch für Schulreformen.
Erst seit Anfang der 40er-Jahre trat er mit seinen Schriften öffentlich hervor.

## Seine Bedeutung und Haltung als Schriftsteller
Seine ganze fast 50-jährige schriftstellerische Tätigkeit widmete er der jiddischen Literatur, obwohl er, wie fast alle Maskilim, den „Jargon“ verachtete und ihn (zunächst auch nur zögerlich anonym) allein deshalb benutzte, um den breiten jüdischen Volksmassen, insbesondere den litauischen Juden, ansprechenden, qualitativ hochstehenden Erzählstoff zu bieten, der sein Volk sittlich bessern und zugleich über die große, weite Welt und ihr Treiben aufklären und die inneren Grenzen der jüdischen Religion sowie die äußeren Grenzen des Shtetls überwinden sollte.
Im Unterschied beispielsweise zu Israel Aksenfeld bevorzugte er eine Spielart des Jiddischen, die nicht der gesprochenen Sprache des Volkes, sondern eher der deutschen Hochsprache, die er als Sprache der Gebildeten empfand, verpflichtet war. Er war einer der ersten jiddischen Erfolgsautoren und zugleich langjähriger Auftragsschreiber und Geschichten-Fließband-Produzent der Verlagsfirma Romm (die später zum weltweit größten jüdischen Verlagshaus wurde), die ihn exklusiv unter Vertrag genommen hatte und ihm ein komfortables wöchentliches Gehalt auszahlte. Mit Dick beginnt die jiddische Belletristik und die Tradition der (in seinem Fall noch stark moralisierenden) Groschenromane (in den allermeisten Fällen mit Happy End versehen).
Er bereicherte die jiddische Literatur um die Genres der realistischen und historischen Erzählung, der humoristischen Skizze und des Phantasieromans.

## Werke (Auswahl)
- Horeach, 1846 (Beschreibung des Aufenthaltes des Moses Montefiore in Wilna)
- Masecheth anijuth, Berlin 1848 (dann wieder Wilna 1878, „Traktat von der Armut“, Satire, die meisterhaft den talmudischen Stil nachahmt)
- Mechsah mul Mechsah, Warschau 1861 (Erzählung, jidd. Bearbeitung unter dem Titel „Der Purimspiegel“)
- Sifronah, Wilna 1869 (Erzählung)
- Witzen und Spitzen oder Anekdoten, 1873–1875
- Witzen über Witzen, 1874
- Alte yidishe zagen oder sipurim, Wilna 1876
- Der Yiddisher Posliannik, 1880
- Die Schöne Minka, 1886
- Note Ganaf, 1887
- Alte Jüdische Sagen (o. J.)
- Siphre musar (o. J.)
- Jehudith, die Zweite (o. J.)
- Ger Zedek (o. J.)
- Werkausgabe Geklibene Werk, Wilna (Shreberk), ca. 1900